# زیمبابوه بزرگ
زیمبابوه بزرگ (به لاتین: Great Zimbabwe) یک ویرانه و منطقه باستانی در جنوب شرق زیمبابوه است که در استان ماسوینگو واقع شده‌است. زیمبابوه بزرگ، پایتخت پادشاهی زیمبابوه در اواخر عصر آهن بود که بنای آن از قرن یازدهم میلادی آغاز و تا قرن پانزدهم ادامه داشت. این ویرانه‌ها در فهرست میراث جهانی یونسکو ثبت شده‌اند.

## نگارخانه

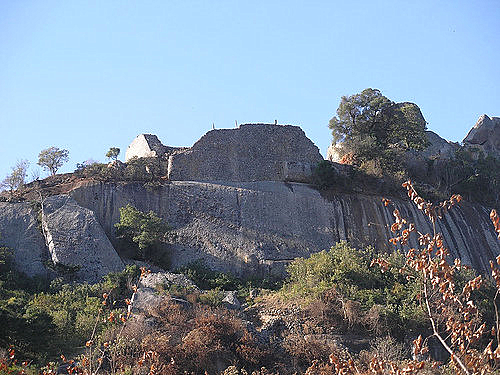
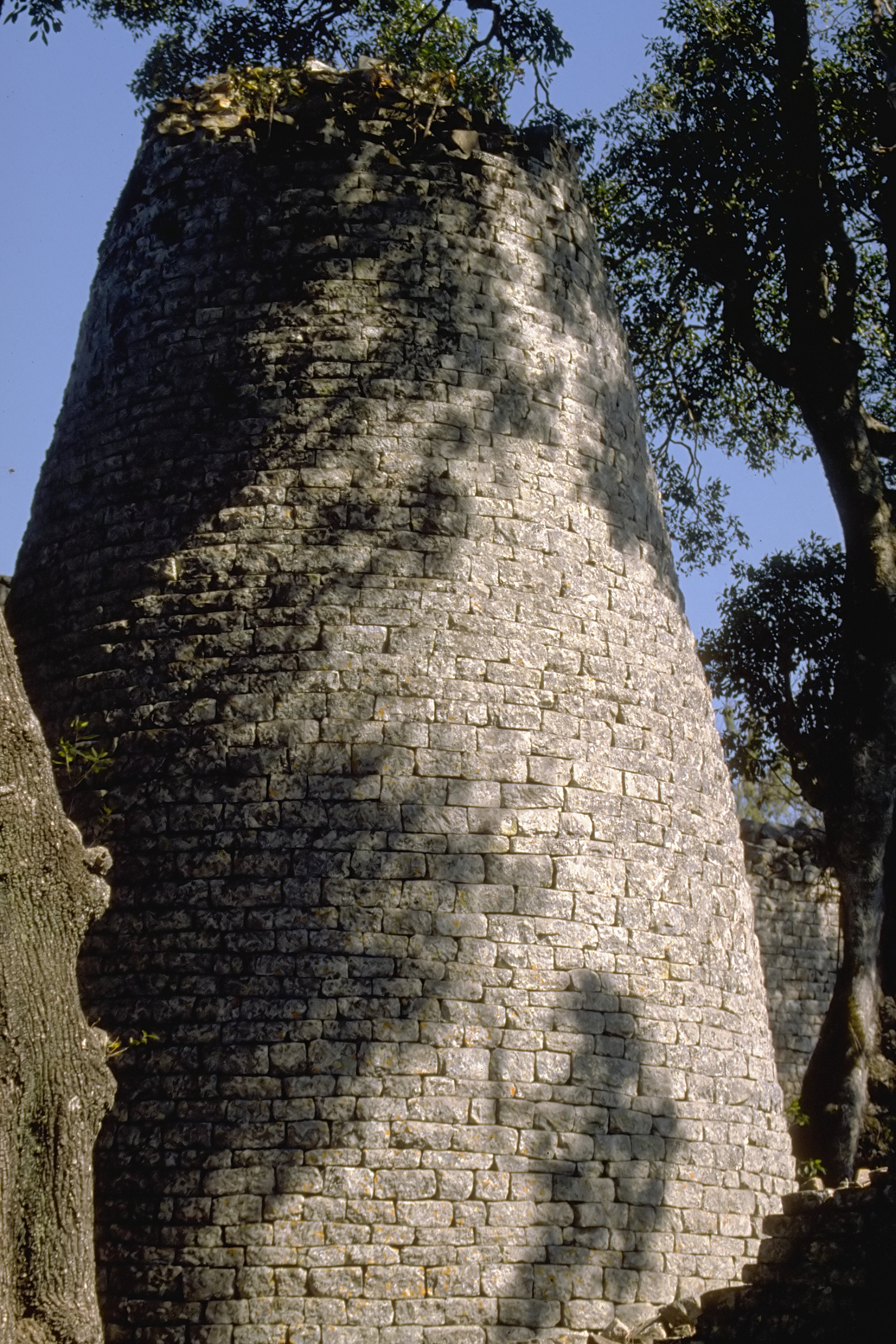
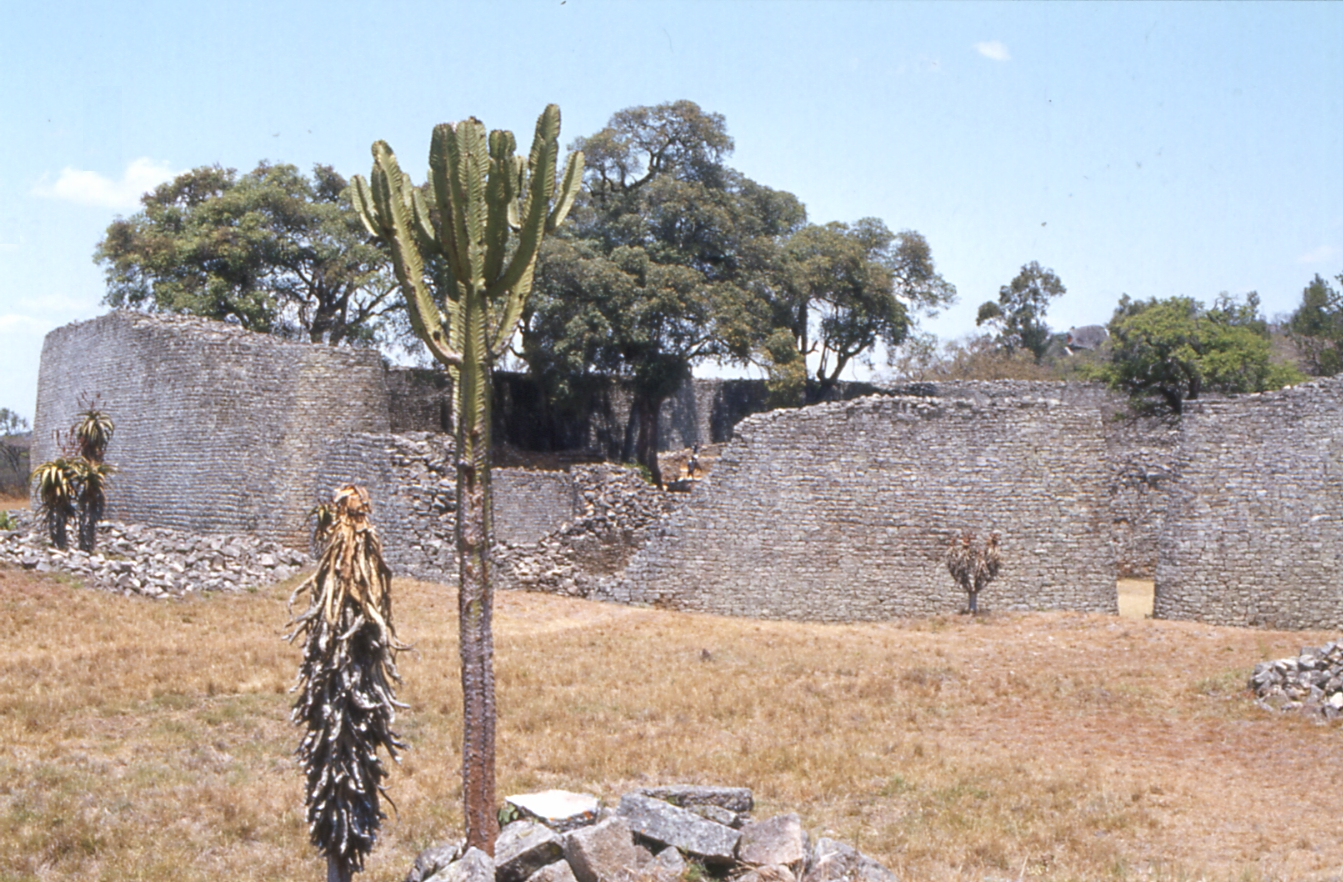
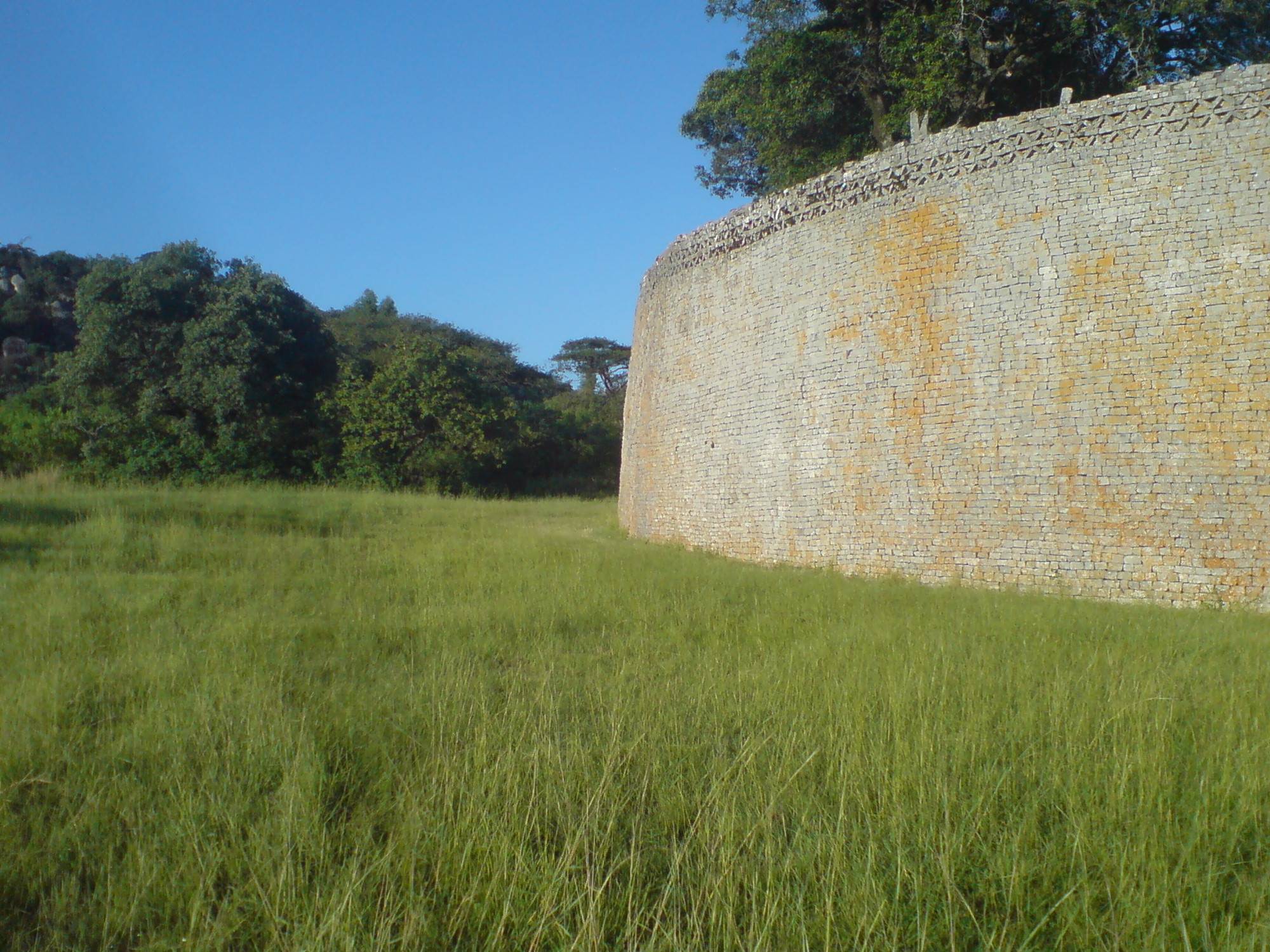
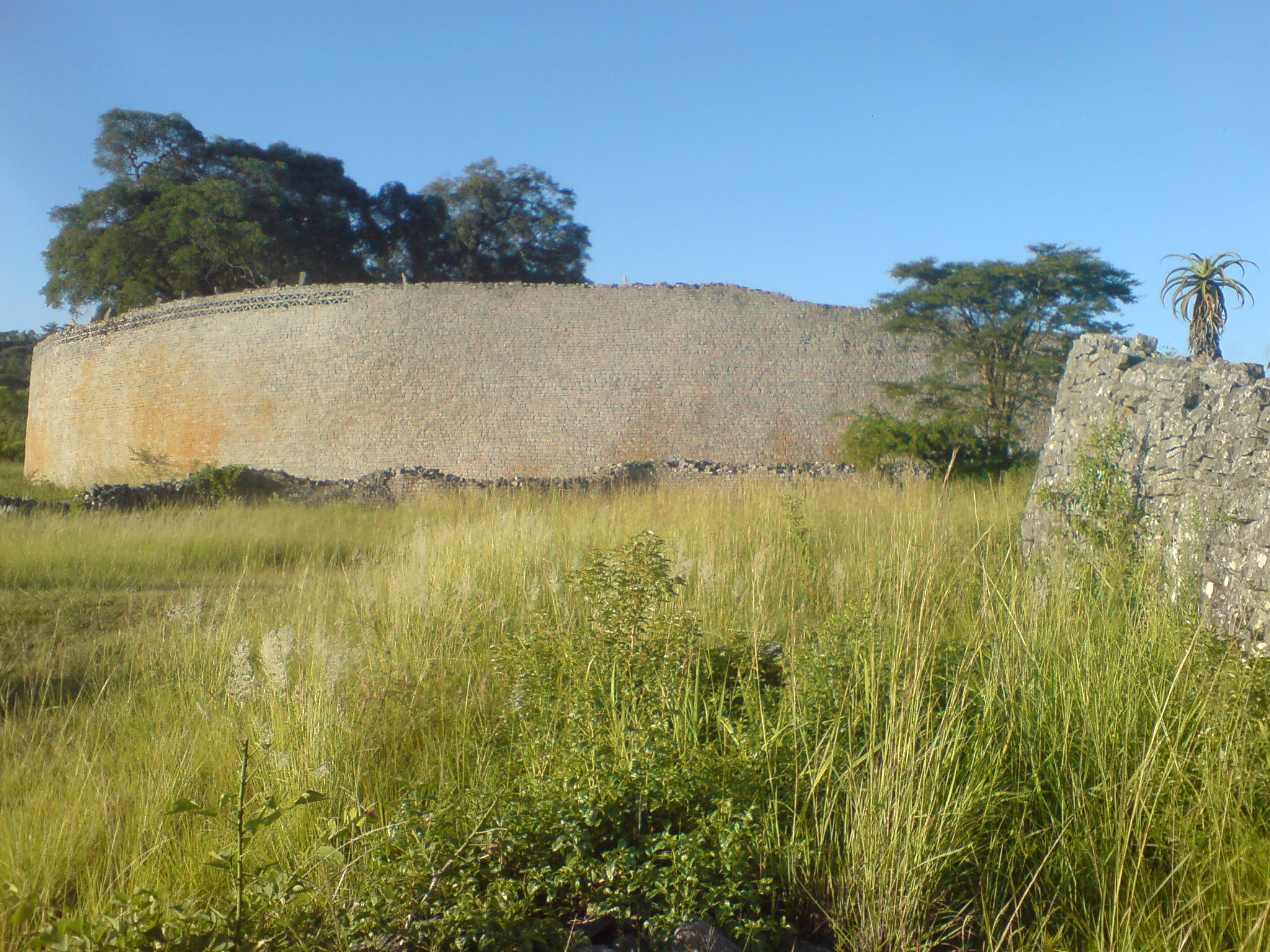
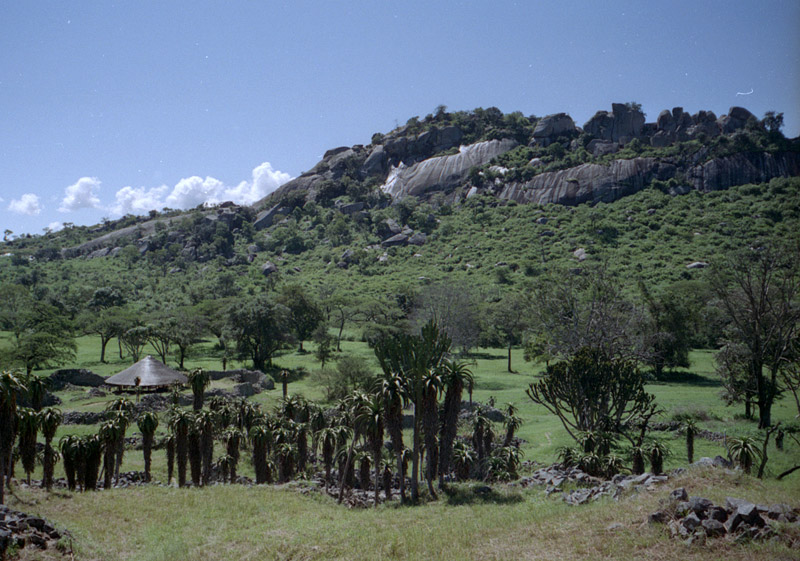
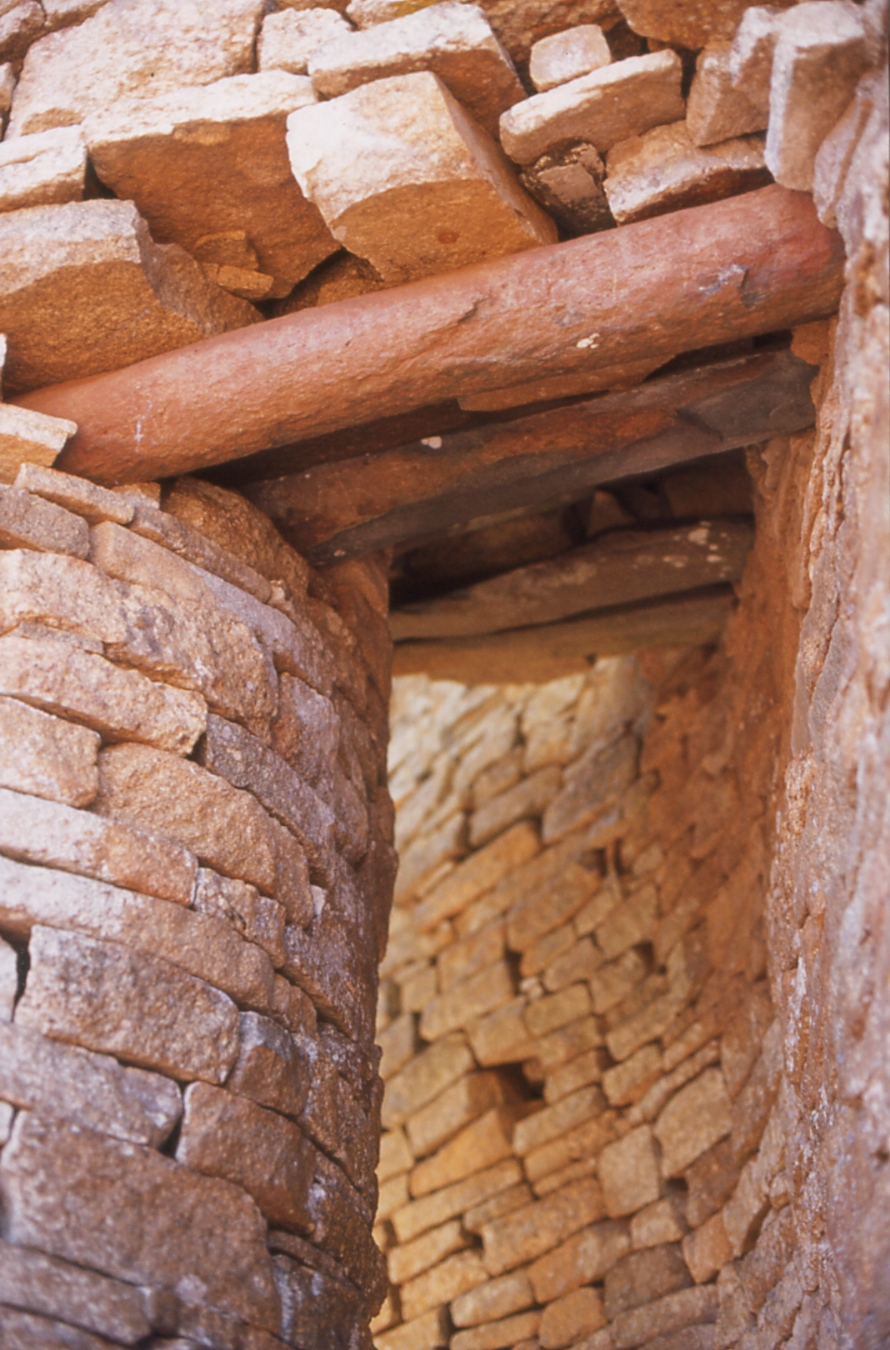
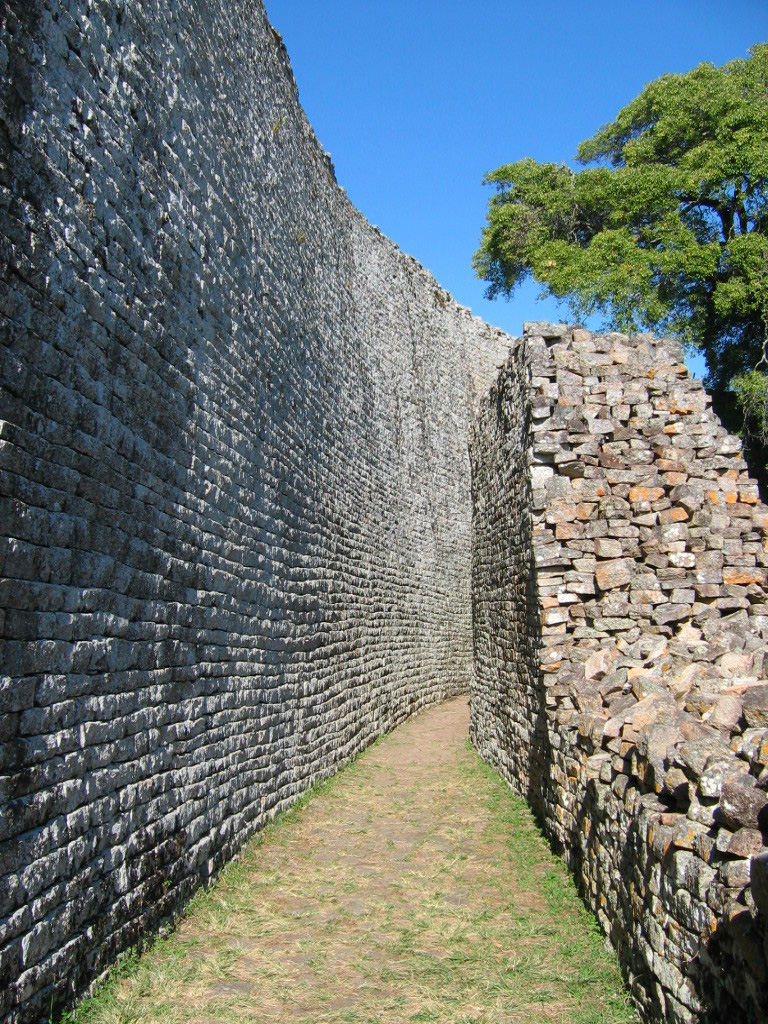